# Ala-Kitka
Ala-Kitka eller Alakitka är en sjö i Finland. Den ligger i kommunen Kuusamo i landskapet Norra Österbotten, i den nordöstra delen av landet, 700 km norr om huvudstaden Helsingfors. Ala-Kitka ligger 240,4 meter över havet. Den är 20,8 meter djup. Arean är 48,5 kvadratkilometer och strandlinjen är 224,12 kilometer lång. Sjön  ingår i Koundaälvens huvudavrinningsområde. 